# دنيس سميث (لاعب هوكي الجليد)
دنيس سميث (بالإنجليزية: Dennis Smith)‏ هو لاعب هوكي الجليد أمريكي، ولد في 27 يوليو 1964 في ليفونيا في الولايات المتحدة.

## وصلات خارجية
- دينيس سميث على موقع دوري الهوكي الوطني (الإنجليزية)
- دينيس سميث على موقع قاعة مشاهير الهوكي (لاعب أن.إتش.أل) (الإنجليزية)
- دينيس سميث على موقع EliteProspects.com (الإنجليزية)
- دينيس سميث على موقع HockeyDB.com (الإنجليزية)
- دينيس سميث على موقع Hockey-Reference.com (الإنجليزية)